# Leirvík
Leirvík ou Lorvík é uma povoação das Ilhas Faroés, situada na costa oriental da ilha de Eysturoy. Constitui um importante porto regional. Possui cerca de 873 habitantes, de acordo com o censo de 2007. É a única povoação pertencente à Leirvíkar kommuna (comuna de Leirvík).
Localiza-se numa pequena planície, com uma vasta área circundante, incluindo montanhas de grande dimensão, que a protegem do vento. A parte norte da povoação oferece uma vista ampla sobre o Oceano Atlântico, complementada no verão por um pôr-do-sol à meia-noite.
Escavações arqueológicas realizadas na localidade revelaram que o primeiro povoamento teve lugar no século IX, com a chegada dos viquingues. A maior parte dos habitantes ancestrais terá morrido em 1349, em consequência da peste negra.
Para além de uma importante ligação por barco a Klaksvík, Leirvík é também importante pela sua indústria pesqueira. Uma das fábricas locais produz peixe salgado, para exportação para países do mediterrâneo.
A maior parte dos pontos de pesca mais importantes para os pescadores locais encontra-se muito perto da povoação. Entre outras espécies, é aí capturado o bacalhau. Porém, devido à grande procura do mercado, alguns pescadores vêem-se obrigados a navegar para sítios mais distantes, tais como Groenlândia, Svalbard e Terra Nova.
O túnel submarino liagando-a a Klaksvík, conhecido como Norðoyatunnilin, foi inaugurado em abril de 2006. Possui ainda túnel mais antigo, ligando-a a Gøta, com cerca de 2300 metros de comprimento. Foi aberto por entre as montanhas através de explosões, em 1985.
O clube de futebol local é o LÍF (Leirvíkar Ítróttarfelag).

## Pessoas ilustres
- Jákup Frederik Øregaard (1906-1980), Político
- Hans Fróði Hansen (1975-), Jogador de futebol
- Høgni Lisberg (1982-), Músico

## Galeria

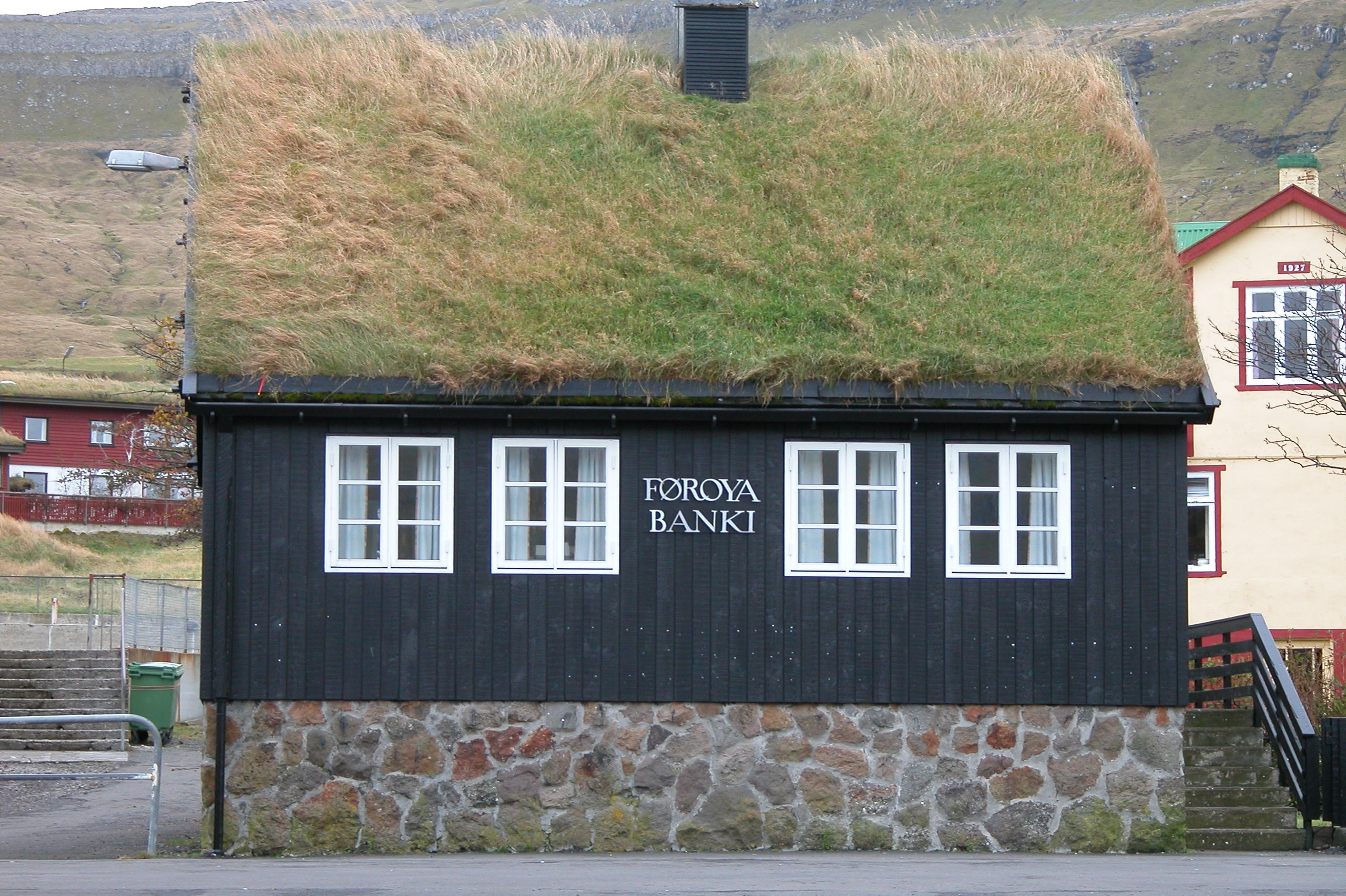
Banco Føroya Banki, em Leirvík
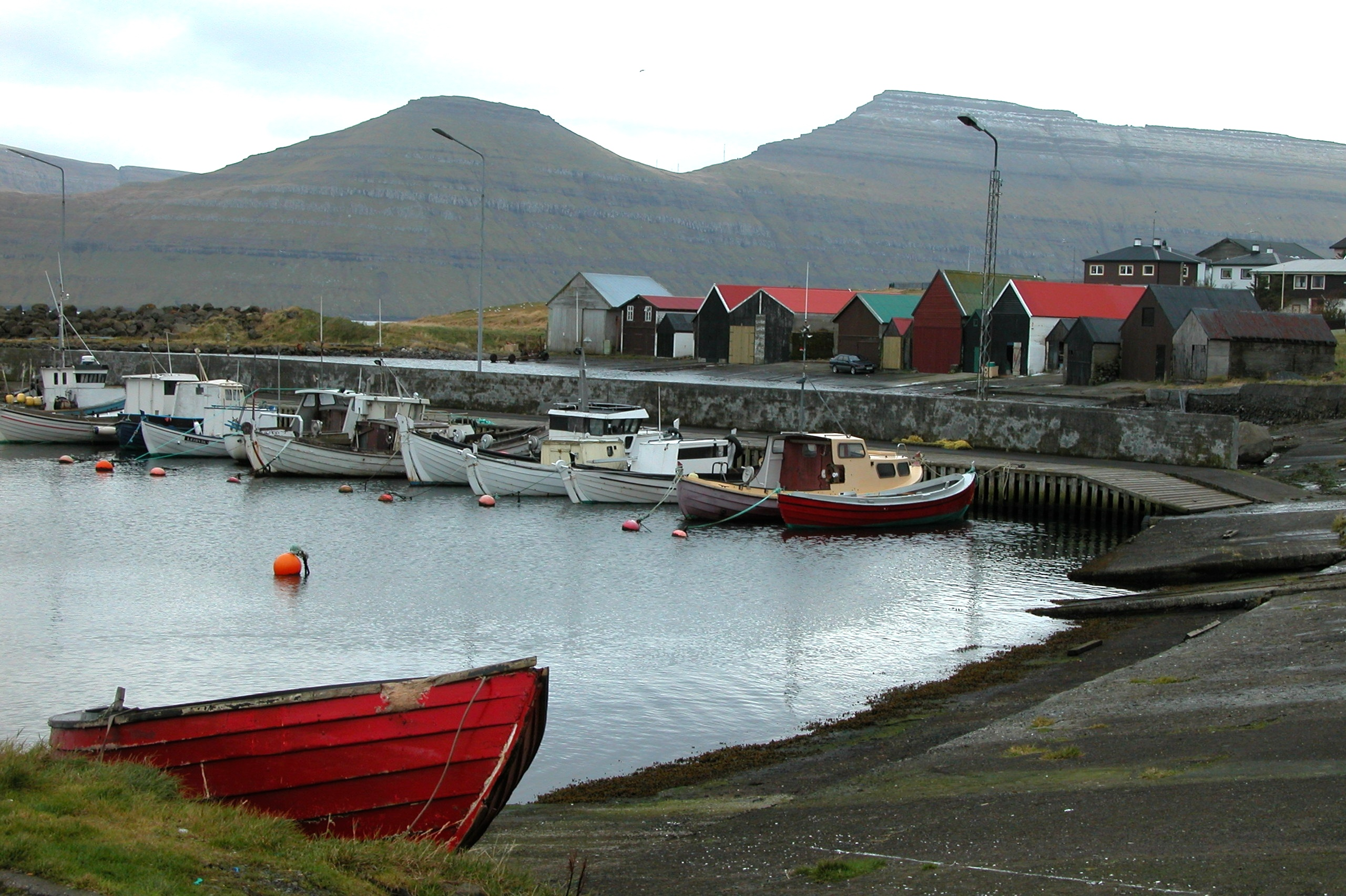
Porto de Leirvík
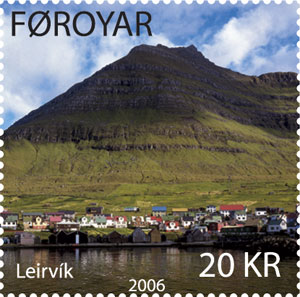
Selo mostrando Leirvík